# موبی لاینز
موبی لاینز (انگلیسی: Moby Lines) شرکت ترابری ایتالیایی است، که در سال ۱۹۵۹ تأسیس شد.